# Тюкалинск
Тюкалинск (на руски: Тюкалинск) е град в Русия, административен център на Тюкалински район, Омска област. Населението на града към 1 януари 2018 година е 10 311 души.

## История
Селището е основано през 1759 година, през 1823 година получава статут на град.